# Mohammed Maran
Mohammed Maran (ur. 7 lutego 2001) – saudyjski piłkarz grający na pozycji napastnika w Al-Nassr oraz reprezentacji Arabii Saudyjskiej.

## Kariera klubowa
W 2019 dołączył do seniorskiego zespołu Al-Nassr, a w 2021 został wypożyczony na jeden sezon do Al-Tai.